# Campeonato Mundial de Gimnasia Artística de 1989
El XXV Campeonato Mundial de Gimnasia Artística se celebró en Stuttgart (Alemania) entre el 14 y el 22 de octubre de 1989 bajo la organización de la Federación Internacional de Gimnasia (FIG) y la Federación Alemana de Gimnasia.

## Resultados

### Masculino
| Evento                 | Oro | Plata | Bronce                                                                        |
| ---------------------- | --- | --- | ----------------------------------------------------------------------------- |
| Concurso completo ind. | Igor Korobchinski Unión Soviética 59,250 pts.                                                                               | Valentin Mogilni Unión Soviética 59,150 pts.                                                                            | Jing Li China 58,800 pts.                                                     |
| Suelo                  | Igor Korobchinski Unión Soviética 9,937                                                                                     | Vladimir Artemov Unión Soviética 9,875                                                                                  | Chungyan Li China 9,850                                                       |
| Caballo con arcos      | Valentin Mogilni Unión Soviética 10,000                                                                                     | Andreas Wecker República Democrática Alemana 9,962                                                                      | Jing Li China 9,937                                                           |
| Anillas                | Andreas Aguilar Alemania Occidental 9,875                                                                                   | Andreas Wecker República Democrática Alemana 9,862                                                                      | Vitali Marinich · Unión Soviética / · Jury Chechi · Italia · 9,812            |
| Salto de potro         | Jörg Behrend República Democrática Alemana 9,881                                                                            | Sylvio Kroll República Democrática Alemana 9,874                                                                        | Vladimir Artemov Unión Soviética 9,868                                        |
| Paralelas              | Vladimir Artemov Unión Soviética / Jing Li China 9,900                                                                      | | Andreas Wecker República Democrática Alemana 9,887                            |
| Barra fija             | Chunyang Li China 9,950 | Vladimir Artemov Unión Soviética 9,900                                                                                  | Yukio Iketani Japón 9,875                                                     |
| Concurso por equipos   | Unión Soviética Igor Korobchinsky Vladimir Artemov Valentin Mogilny Vitaly Marinich Valery Belenky Vladimir Novikov 587,250 | República Democrática Alemana Andreas Wecker Sven Tippelt Sylvio Kroll Jörg Behrend Jens Milbradt Enrico Ambros 580,850 | China Li Chunyang Li Jing Ma Zheng Li Ge Guo Linxiang Wang Chongsheng 579,300 |

### Femenino
| Evento                 | Oro | Plata | Bronce                                                                |
| ---------------------- | --- | --- | --------------------------------------------------------------------- |
| Concurso completo ind. | Svetlana Boginskaya Unión Soviética 39,900 pts.                                                                                | Natalia Lashenova Unión Soviética 39,862 pts.                                                                 | Olga Strazheva Unión Soviética 39,774 pts.                            |
| Suelo                  | Svetlana Boginskaya Unión Soviética / Daniela Silivaş Rumania 10,000                                                           | | Cristina Bontaş Rumania 9,962                                         |
| Salto de potro         | Olesia Dudnik Unión Soviética 9,987                                                                                            | Cristina Bontaş Rumania / Brandy Johnson Estados Unidos 9,950                                                 |                                                                       |
| Barras asimétricas     | Di Fan China / Daniela Silivaş Rumania 10,000                                                                                  | | Olga Strazheva Unión Soviética 9,975                                  |
| Barra                  | Daniela Silivaş Rumania 9,950                                                                                                  | Olesia Dudnik Unión Soviética 9,937                                                                           | Gabriela Potorac Rumania 9,887                                        |
| Concurso por equipos   | Unión Soviética Natalia Laschenova Olga Strazheva Svetlana Boginskaya Olesia Dudnik Elena Sazonenkova Svetlana Baitova 396,793 | Rumania Daniela Silivaș Gabriela Potorac Cristina Bontaș Eugenia Popa Lăcrămioara Filip Aurelia Dobre 394,931 | China Yang Bo Chen Cuiting Fan Di Li Yan Wang Wenjing Ma Ying 392,116 |

## Medallero
| Núm. | País           | Oro | Plata | Bronce | Total |
| ---- | -------------- | --- | ----- | ------ | ----- |
| 1    | URSS           | 9   | 5     | 4      | 18    |
| 2    | Rumania        | 3   | 2     | 2      | 7     |
| 3    | China          | 3   | 0     | 5      | 8     |
| 4    | RDA            | 1   | 4     | 1      | 6     |
| 5    | RFA            | 1   | 0     | 0      | 1     |
| 6    | Estados Unidos | 0   | 1     | 0      | 1     |
| 7    | Italia         | 0   | 0     | 1      | 1     |
| 7    | Japón          | 0   | 0     | 1      | 1     |
|      | TOTAL          | 17  | 12    | 14     | 43    |